# Голеш (Софийская область)
Голеш (болг. Голеш) — село в Болгарии. Находится в Софийской области, входит в общину Годеч. Население составляет 80 человек (2022).

## Политическая ситуация
Кмет (мэр) общины Годеч — Владимир Аспарухов Александров Болгарская социалистическая партия (БСП) по результатам выборов.